# Buza Cătun, Bistrița-Năsăud
Buza Cătun (maghiară Buzai fogadók, în traducere Hanul Grâului) este un sat în comuna Chiochiș din județul Bistrița-Năsăud, Transilvania, România.

## Demografie
- La recensământul din 1910 satul avea 207 de locuitori, dintre care: 161 români și 46 maghiari.
- La recensământul din 2002 satul avea 172 de locuitori, dintre care: 150 români, 11 maghiari și 11 țigani.

Componența etnică a satului Buza Cătun (2002)
     Români (87,2%)
     Maghiari (6,4%)
     Romi (6,4%)
Componența etnică a satului Buza Cătun (1910)
     Români (77,77%)
     Maghiari (22,23%)

## Vezi și
- Biserica de lemn din Buza Cătun